# Moudouvar
Moudouvar (ou Moundouvar) est une localité du Cameroun située dans l'arrondissement de Ndoukoula, le département du Diamaré et la région de l’Extrême-Nord. Elle fait partie du canton de Kola.

## Population
En 1975, la localité comptait 213 habitants, des Daba.
Lors du recensement de 2005, on y a dénombré 276 personnes.